# Poliglikolid
Poliglikolid, poli(kwas glikolowy), PGA – polimer biodegradowalny, najprostszy poliester alifatyczny.
Najpierw w procesie dimeryzacji kwasu glikolowego otrzymuje się dimer, zwany glikolidem. Polimeryzacja dimeru, z otwarciem pierścienia, prowadzi do wielkocząsteczkowego polimeru (zawierającego od 1% do 3% nieprzereagowanego monomeru):
Poliglikolid jest substancją wysokokrystaliczną (o stopniu krystaliczności od 45% do 55%), o temperaturze mięknienia 220–225 °C i zeszklenia równej 35–40 °C. Ze względu na duży udział fazy krystalicznej nie rozpuszcza się on w większości rozpuszczalników organicznych, z wyjątkiem perfluorowanych alkoholi.
Zastosowany został po raz pierwszy w 1960 roku do wyrobu syntetycznych resorbowalnych nici chirurgicznych, znanych pod nazwą handlową Dexon. Wykonane z niego włókna wykazują w formie oplotu dużą wytrzymałość. Szwy chirurgiczne z poliglikolidu tracą 50% wytrzymałości po 2 tygodniach i są całkowicie zresorbowane po 4–6 miesiącach. W celu zmniejszenia sztywności włókna glikolid poddaje się kopolimeryzacji z innymi monomerami.